# Dimitrovgrad (Servië)
Dimitrovgrad (Servisch: Димитровград, Dimitrovgrad; Bulgaars: Цариброд, Tsaribrod) is een stad en 483 km² grote gemeente in het zuidoosten van Servië, in het district Pirot.

## Geschiedenis
Bulgarije moest na de verloren Eerste Wereldoorlog krachtens het Verdrag van Neuilly (1919) zijn westelijke gebieden afstaan aan het Koninkrijk Joegoslavië. Tussen 1920 en 1941 werd de Bulgaren al hun culturele rechten ontnomen: zij werden als Serviërs beschouwd en moesten het Servisch als taal aannemen. Na de Tweede Wereldoorlog werden de culturele rechten voor Bulgaren uitgebreid.
In het Servisch wordt de stad Dimitrovgrad genoemd, ter ere van de Bulgaarse communistische leider Georgi Dimitrov. In het Bulgaars wordt de oude benaming Tsaribrod geprefereerd. Er wordt geopperd om de officiële naam weer Tsaribrod te maken, maar een referendum daarover in 2004 was ongeldig omdat het vereiste opkomstpercentage niet gehaald werd.

## Demografie
De gemeente heeft 11.748 inwoners (2002). De bevolking van de stad is een etnische mix. Volgens de volkstelling van 1991 vormden de Bulgaren een absolute meerderheid; volgens de volkstelling van 2002 is deze meerderheid enkel relatief:
- Bulgaren: 5836 (46,68%)
- Serviërs: 3005 (25,58%)
- Overige etniciteiten: 2907 (24,74%)

Tijdens de laatste volkstelling (2011) waren de Bulgaren met 53,5% weer in de meerderheid.

## Plaatsen in de gemeente
| - Baljev Dol - Banjski Dol - Barje - Bačevo - Beleš - Bilo - Braćevci - Brebevnica - Verzar - Visočki Odorovci | - Vlkovija - Vrapča - Gojin Dol - Gornja Nevlja - Gornji Krivodol - Gradinje - Grapa - Gulenovci - Dimitrovgrad - Donja Nevlja | - Donji Krivodol - Dragovita - Željuša - Izatovci - Iskrovci - Kamenica - Kusa Vrana - Lukavica - Mazgoš - Mojinci | - Paskašija - Petačinci - Petrlaš - Planinica - Poganovo - Prača - Protopopinci - Radejna - Senokos - Skrvenica | - Slivnica - Smilovci - Trnski Odorovci |